# Risco (Missouri)
Risco – miasto w Stanach Zjednoczonych, w stanie Missouri, w hrabstwie New Madrid.